# Omlenice
Obec Omlenice se nachází v okrese Český Krumlov v Jihočeském kraji. Obec Omlenice je tvořena těmito osadami: Omlenice, Horšov, Omlenička, Blažkov, Podolí, Milíkov, Velký Stradov, Malý Stradov, Výnězda, Krakovice, Vracov, Chudějov, Bočkov, a Michničky. Žije zde 593 obyvatel. V Omlenicích je železniční stanice tratě České Budějovice – Summerau.

## Historie
První písemná zmínka o obci pochází z roku 1358. Název obce je vykládán tak, že vznikl podle omletých břehů obcí protékajícího přítoku Malše. V Omleničce bývaly lázně. V roce 1869 žilo na území obce 1066 obyvatel a stálo 183 domů. Ke dni 29. 4. 2014 zde žilo 543 obyvatel.[zdroj?]

## Pamětihodnosti
- Společný hrob obětí transportu smrti nad obcí u lesa. Je zde pohřbeno 63 obětí, převážně z Belgie, Nizozemí, Polska a Francie.[9][10][11]
- Zámek Omlenička
- barokní kostel Panny Marie Bolestné a sv. Jana Nepomuckého v Omleničce

## Části obce
- Omlenice
- Blažkov
- Omlenička
- Stradov
- Výnězda